# Vườn quốc gia Bukit Barisan Selatan
Vườn quốc gia Bukit Barisan Selatan là một vườn quốc gia ở Sumatra, Indonesia. Nó nằm dọc theo dãy núi Bukit Barisan với tổng diện tích 3.568 km² thuộc ba tỉnh Lampung, Bengkulu, và Nam Sumatra. Cùng với Gunung Leuser àv Kerinci Seblat nó là một phần của Di sản rừng mưa nhiệt đới của Sumatra đã được UNESCO công nhận là Di sản thế giới từ năm 2004.

## Động thực vật
Vườn quốc gia trải dài dọc theo dãy núi Bukit Barisan chỉ rộng trung bình 45 km nhưng kéo dài 350 km. Phần phía bắc là dãy núi với điểm cao nhất là Gunung Pulung cao 1.964 mét, trong khi phần phía nam là một bán đảo. Nó được bao phủ bởi rừng trên núi, rừng nhiệt đới đất thấp, rừng ven biển và rừng ngập mặn.
Các loài thực vật trong vườn quốc gia bao gồm dừa nước, phi lao, Anisoptera curtisii và Gonystylus bancanus, bần, dứa dại, gụ Philippine, dầu. Các loài thực vật có hoa đáng chú ý gồm Rafflesia arnoldii, Amorphophallus decus-silvae, Amorphophallus titanum và loài hoa lan lớn nhất thế giới Grammatophyllum speciosum.
Về động vật, đây là nhà của nhiều loài nguy cấp và bị đe dọa gồm voi Sumatra (500 cá thể), thỏ vằn Sumatra, tê giác Sumatra (khoảng 17-24 cá thể), hổ Sumatra (40 cá thể), lợn vòi, vượn mực, Voọc mào đen Sumatra, gấu chó, cheo cheo Nam Dương. Ngoài ra, vườn quốc gia còn có hơn 300 loài chim, đáng chú ý nhất là loài Cu đất Sumatra đang cực kỳ nguy cấp.

## Bảo tồn và đe dọa
Khu vực này lần đầu tiên được bảo vệ bởi chính phủ Đông Ấn Hà Lan vào năm 1935, tuyên bố là Khu bảo tồn thiên nhiên Nam Sumatra I. Khu vực này trở thành vườn quốc gia vào năm 1982.
Kể từ những năm 1970, đã có rất nhiều người lấn chiếm đất rừng của vườn quốc gia, và mặc dù đã bị buộc trục xuất vào đầu những năm 1980, những số lượng lại tăng lên kể từ năm 1998. Năm 2006, ước tính có khoảng 127.000 người lấn chiếm khu vực có diện tích 55.000 hecta. Trong giai đoạn từ năm 1972 đến năm 2006, ước tính có 63.000 hecta rừng nguyên sinh đã biến mất. Con số này tương đương với 20% diện tích. Quỹ Thiên nhiên Quốc tế phát hiện ra rằng hơn 450 km² đất vườn quốc gia đang được sử dụng cho việc trồng cà phê, và tổ chức này hiện đang làm việc với các công ty cà phê đa quốc gia để giúp họ không mua lậu cà phê được trồng trong vườn quốc gia.